# Zeller See
Zeller See eller Irrsee är en sjö i Österrike.   Den ligger i förbundslandet Salzburg, i den centrala delen av landet, 290 km väster om huvudstaden Wien. Zeller See ligger 749 meter över havet. Arean är 5,1 kvadratkilometer. Den sträcker sig 4,8 kilometer i nord-sydlig riktning, och 1,6 kilometer i öst-västlig riktning.
Följande samhällen ligger vid Zeller See:
- Zell am See (10 046 invånare)
- Bruck an der Großglocknerstraße (4 649 invånare)
- Thumersbach (951 invånare)